# 샬럿 캠프 뮬
샬럿 캠프 뮬(영어: Charlotte Kemp Muhl, 1987년 8월 17일 ~ )은 미국의 모델이자 싱어송라이터이다. 2005년부터 음악가 션 레논과 교제 중이며, 그와 함께 밴드 고스트 오브 어 세이버 투스 타이거의 멤버로 활동하고 있다.